# Frane Livajić
Frane Livajić, hrvatski pjesnik, umirovljeni hrvatski branitelj, bojnik Hrvatske vojske
Objavio je tri zbirke pjesama: 
Prva je Vjetrovi rata.
Druga je Majka i kolijevka. Izdana je u nakladi Ogranka Matice hrvatske Split, posvećena stradalima u borbi za hrvatsku državu, njezinim braniteljima i čuvarima kulture i tradicije. Zbirka na 160 stranica podijeljena u šest tematskih cjelina sadrži 113 pjesama u kojima Livajić pronalazi smisao: majke, domovine, kolijevke, domoljublja. Opisuje život sretne majke koja rađa i uživa u djetetu dok ga ljulja u kolijevci. Opisuje radost života u igri na rodnoj grudi. Opisuje i život u borbi za slobodu zemlje, ali i slobodu duše svoga naroda sve pod budnim okom Svevišnjega u kojega ima trajnu i vječnu nadu.
Treća „Klizav pločnik“ u izdanju imotskog ogranka Matice hrvatske, s naglašenim socijalnim temama.
Sudionik više Večeri domoljubne poezije u Zeljovićima u starim Jesenicama i u prostorijama udruge veterana 4. gardijske brigade.